# Henri-Georges Clouzot
Henri-Georges Clouzot (Poitou-Charentes, 20 de novembro de 1907 - Paris,  12 de janeiro de 1977) foi um cineasta francês.

## Biografia
Clouzot começou a dirigir e também a roteirizar seus filmes na década de 1940 e seu filme de estreia foi L'Assassin habite...au 21. Foi casado com a atriz brasileira Véra Clouzot e vários ataques cardíacos atrapalharam os últimos anos de sua vida.

## Principais Filmes
- Manon de 1949
- O Salário do Medo de 1953
- As Diabólicas de 1955
- O Mistério de Picasso de 1956
- Os Espiões de 1957
- A Verdade de 1960
- A Prisioneira de 1968